# Yuriy Lorentsson
Yuriy Evgenevich Lorentsson (en russe : Юрий Евгеньевич Лоренцсон), né le 2 décembre 1930 à Leningrad et mort en 2003), est un rameur soviétique (russe).
Barreur, c'est le second rameur, après le Britannique Jack Beresford, à avoir participé à cinq éditions des Jeux olympiques. En 1960, il est le barreur du huit soviétique éliminé au repêchage. 4 ans après, il termine 5e. Aux Jeux de Mexico, il remporte la médaille de bronze.